# Polisomnografía

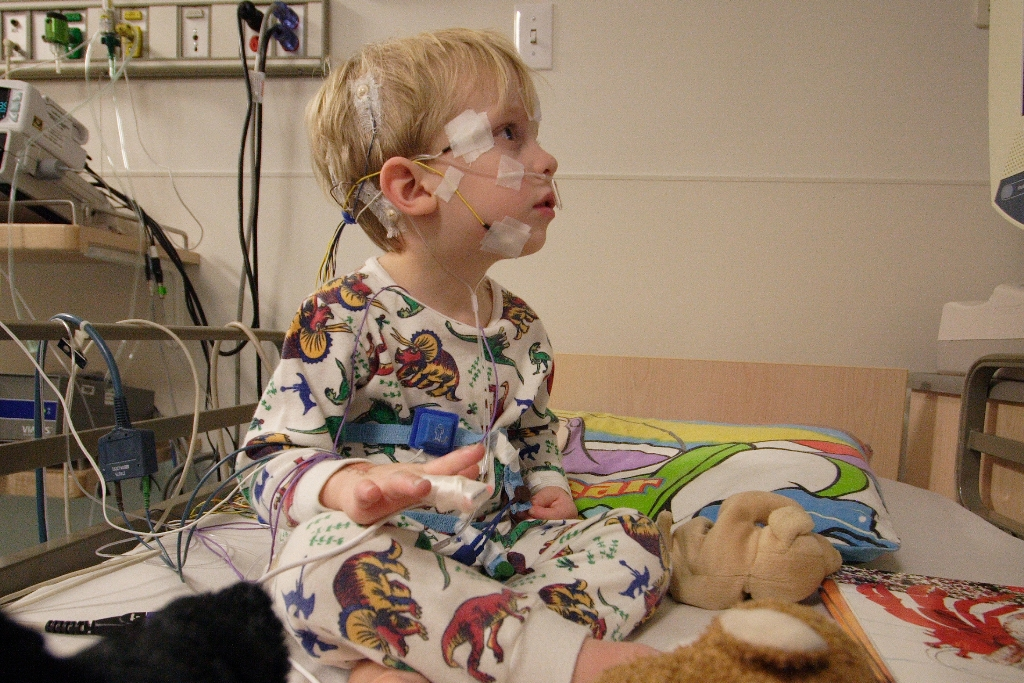
Polisomnografía.

Una polisomnografía (del gr. poly [πολύ], "muchos"; lat. somno, "sueño"; y gr. graphy [γραφή], "escritura") es una prueba de múltiples parámetros usada en el estudio del sueño. 

## Parámetros analizados
El estudio polisomnográfico incluye tres estudios básicos: electroencefalografía  (EEG), electrooculografía (EOG) y electromiografía (EMG). Los otros parámetros analizados son: electrocardiografía, oximetría de pulso, esfuerzo respiratorio, CO2 trascutáneo, registro de sonidos para evaluar ronquidos, EMG de extremidades y monitorización continua por video.

## Indicaciones generales
La polisomnografía se encuentra indicada en pacientes con:
- Enfermedad pulmonar obstructiva crónica con presión arterial de oxígeno (PaO2) > 55 mmHg o complicada por hipertensión pulmonar, falla cardiaca, policitemia o somnolencia diurna excesiva.

- Presencia de patologías pulmonares de tipo restrictivo secundarias a problemas estructurales y neuromusculares complicadas por hipoventilación, policitemia, hipertensión pulmonar, trastornos del sueño, cefalea diurna o somnolencia y fatiga persistentes.

- Problemas de control respiratorio presión arterial de oxígeno (PaO2) > 45 mmHg o complicada por hipertensión pulmonar, policitemia, trastornos del sueño, cefalea matutina y somnolencia y fatiga diurna.

- Con presencia de bradi o taquiarritmias de presentación nocturna, anormalidades nocturnas de conducción aurículoventricular o ectopia ventricular que se incremente durante el sueño.

- Con excesiva somnolencia diurna o insomnio.

- Ronquido asociado a apneas observadas o somnolencia diurna excesiva.

La polisomnografía es el estudio de elección para el diagnóstico de la apnea obstructiva del sueño.